# World of Our Own (canção)
"World of Our Own" é o 13º single da boyband irlandesa Westlife gravada para o seu terceiro álbum de estúdio de mesmo nome. A canção atingiu o número um na UK Singles Chart, tornando-se seu décimo single número um. Esta adição fez parte de um pequeno grupo de artistas na história das paradas britânicas para conseguir este feito. Popularidade da canção atingiu um pico quando foi destaque em filme infantil do Disney Channel chamado You Wish! (A Moedinha da Sorte, no Brasil). A canção foi o 40º single mais vendido de 2002 no Reino Unido, e recebeu uma certificação de Prata no Reino Unido por mais de 200.000 cópias vendidas. De acordo com a MTV, o single vendeu 225 mil cópias vendidas no Reino Unido.

## Sobre o videoclipe
O vídeo desta canção é em estilo rat pack. Os membros da banda estão vestidos de gângsters e, entrando em um jipe norte-americano. Até o primeiro refrão, os membros da banda cantam debaixo de uma ponte. Então, eles vão para a varanda de um edifício futurístico então em uma ponte deserta. Como eles cantam, os elevadores escuridão e o sol brilha fazendo com que todos (o povo) feliz. A canção termina com a cena deslocando de cima do telhado da construção de um outro ainda futurista para trás debaixo da ponte de onde a música iniciada.
Há um vídeo para a versão americana da música, bem como, uma esta sendo um pouco maduro e desviando vídeos anteriores do tipo inocente da banda. O vídeo apresenta a banda cantando em um prédio abandonado, com paredes quebradas e cercado por arbustos. O vídeo, ocasionalmente, corta para vários casais se beijando e beijando uns aos outros, enquanto a banda continuar a cantar no prédio equipado com microfones e assentos em sofás. O vídeo também mostra os rapazes se divertindo em uma festa à luz de velas, bebendo cerveja e flertando com as meninas. O vídeo termina da mesma forma que começa: pela ampliação do prédio.
Outro vídeo mostra os garotos gravando a canção em um estúdio.

## Lista de faixas
| CD1 1. "World of Our Own" (Single Remix) - 3:28 2. "Crying Girl" - 3:39 3. "Angel" (Single Remix) - 4:22 4. "World of Our Own" (Video) - 3:28 CD2 1. "World of Our Own" (Single Remix) - 3:28 2. "I Promise You That" - 3:35 3. "Angel" (Video) - 4:22 VHS/DVD Vídeo Single (Europa) 1. "World of Our Own" (The video) - 3:37 2. "World of Our Own" (Making of the Video) - 3:37 3. "World of Our Own" (Studio recording) - 3:42 4. "Angel" (Video) - 4:22 | EP (Japão) 1. "World of Our Own" (Single Remix) - 3:28 2. "Queen of My Heart" (Radio Edit) - 4:20 3. "Crying Girl" - 3:39 4. "I Promise You That" - 3:35 5. "Uptown Girl" (Radio Edit) - 3:06 6. "My Love" (Radio Edit) - 3:52 7. "Against All Odds" (Featuring Mariah Carey) - 3:21 8. "En Ti Deje Mi Amor" (Single Remix) - 3:29 (versão em espanhol de "I Lay My Love on You") 9. "Con Lo Bien Que Te Ves" (Single Remix) - 3:52 (versão em espanhol de "When You're Looking Like That") 10. "World of Our Own" (U.S. Remix) - 3:29 |

## Desempenho nas paradas
| Parada                    | Posição mais alta |
| ------------------------- | ----------------- |
| Australian Singles Chart  | 21                |
| Austrian Singles Chart    | 10                |
| Danish Singles Chart      | 5                 |
| Netherlands Singles Chart | 29                |
| German Singles Chart      | 11                |
| Irish Singles Chart       | 3                 |
| Italian Singles Chart     | 41                |
| Japan Hot 100             | 42                |
| New Zealand Singles Chart | 6                 |
| Norwegian Singles Chart   | 13                |
| Swedish Singles Chart     | 11                |
| Swiss Singles Chart       | 26                |
| UK Singles Chart          | 1                 |
| UK Airplay Chart          | 3                 |
| U.S. Pop Airplay Chart    | 41                |

Parada de fim de ano
| Parada de fim de ano (2002) | Posição |
| --------------------------- | ------- |
| UK Singles Chart            | 40      |

| Precedido por "Hero" de Enrique Iglesias | Singles número um na UK Singles Chart 23 de fevereiro de 2002 - 2 de março de 2002 (1 semana) | Sucedido por "Anything Is Possible/Evergreen" de Will Young |